# Lisa (cântăreață)
LALISA MANOBAN (Thai: ลลิษา มโนบาล; născută PRANPRIYA MANOBAN, n. 27 martie 1997, Provincia Buriram, Thailanda) cel mai bine cunoscută sub numele de LISA/Lisa (Hangul:리사), este o rapperiță, dansatoare, model și cântăreață tailandeză cu sediul în Coreea de Sud. Ea este membră a grupului de fete BLACKPINK din Coreea de Sud sub compania YG Entertaiment. Pe 10 Septembrie 2021 a debutat solo cu melodiile „LALISA” și „MONEY”. În 2019 a fost numită regina K-POP-ului, având cei mai mulți urmăritori pe Instagram, ca un K-POP idol. Este cunoscută și pentru rapul ei și pentru videoclipurile pe care le postează pe canalul ei de YouTube, Lilifilm Official. Ea a făcut recent o colaborare cu DJ Snake, Ozuna, Megan Thee Stallion cu melodia: "SG" (Sexy Girl).
LISA, a fondat propria ei casă de discuri sud-coreeană și o agenție de divertisment în 2024, numită LLOUD.
LLOUD este o companie de management al artiștilor concentrată pe inovație neobosită, autenticitate și depășirea granițelor pentru a redefini industria muzicală .
LISA, și-a anunțat planurile pentru viitor după ce a părăsit sponsorul grupului YG Entertainment. LISA, a fost ocupată cu spectacole, cover-uri și colaborări cu branduri mari chiar și dupa ce și-a anunțat decizia de a părăsi casa de discuri YG Entertainment. 
Recent ea și-a lansat a treia melodie timp de trei ani de neactivitate, melodia ei numită "Rockstar" pe data de 28 Iunie 2024. În doar 30 de minute melodia a strâns 1 milion de vizionări pe YouTube.
Pe data de 16 August 2024 LISA, a lansat melodia "New Woman" alături de ROSALÍA, În doar 5 minute a strâns 1 milion de vizualizări pe YouTube. 
Pe data de 4 Octombrie 2024 LISA, a lansat a treia melodie numită "Moonlit Floor (Kiss Me) de pe albumul "Alter Ego" după câteva zile a fost lansată și remixul melodiei numită "Moonlit Floor (Kiss Me) (Santa Baby Remix)". 
Pe data de 7 Februarie 2025 LISA, a lansat a patra melodie numită "Born Again" de pe albumul "Alter Ego" în colaborare cu Doja Cat și RAYE, publicul a rămas șocat de colaborarea ei cu cele mai mari artiste americane. 

## Biografie

### Tinerețe (1997)
Pranpriya Manoban s-a născut pe 27 martie 1997 în provincia Buriram, Thailanda, și ulterior și-a schimbat numele în Lalisa. Este singurul copil al mamei sale thailandeze și al tatălui vitreg elvețian. Lisa și-a încheiat studiile secundare la Școala 1 și 2 Praphamontree. De la o vârstă foarte fragedă, Lisa a dobândit un interes față de industria muzicală din Coreea de Sud, admirând artiști ca Big Bang și 2NE1, vrând să urmeze același drum. A început să ia lecții de dans la patru ani și de cântat, așa că s-a antrenat zilnic pentru a deveni o cântăreață.
La începutul anului 2009, Lisa a participat la un concurs de canto ca reprezentant al școlii pentru „Top 3 Good Morals of Thailand”, găzduit de Centrul de Promovare Morală. Lisa a terminat pe al doilea loc. De asemenea, a concurat în multe concursuri de dans, inclusiv „To Be Number One” . La scurt timp, s-a alăturat echipei de dans We Zaa Cool, formată din unsprezece membri, inclusiv BamBam din Got7. În septembrie 2009, au intrat în competiția LG Entertainment Million Dream Sanan World pe canalul 9 și au câștigat premiul pentru „Special Team”. 
În 2010, Lisa a dat o audiție ca să se alăture YG Entertainment în Thailanda. Printre cei 4.000 de solicitanți, ea a fost singura persoană care a trecut. Ea a intrat oficial pe etichetă ca primul stagiar străin pe 11 aprilie 2011. În martie 2015, Lisa are prima slujbă de modeling pentru marca de îmbrăcăminte stradală Nona9on, urmând brandul de produse cosmetice sud-coreene Moonshot în 2016.

### 2016 - Prezent: BLACKPINK, Real Man 300
În august 2016, Lisa a debutat ca unul dintre cei patru membri ai grupului de fete sud-coreean BLACKPINK, precum și primul artist non-coreean care a debutat sub agenție.   BLACKPINK a debutat cu un singur album, Square One cu single-urile „WHISTLE” și „BOOMBAYAH”. „WHISTLE” a obținut un „all-kill” perfect, care a depășit toate topurile din Coreea de Sud la debut. În iulie 2019, grupul a lansat un album de studio japonez, Blackpink in Your Area, trei piese extinse (EP-uri), Blackpink, Square Up și Kill This Love și două albume single, Square One și Square Two.

## Impact și influență
În aprilie 2019, LISA a devenit cel mai urmărit idol K-POP pe Instagram, cu 17,6 milioane de urmăritori la acea vreme.
După ce LISA a apărut pe coperta numărului din mai 2019 al revistei Harper's Bazaar Thailanda, MEI, distribuitor al Harper's Bazaar, a raportat că toate cele 120.000 de exemplare tipărite în stoc au fost epuizate. S-a raportat că, în medie, 30.000 de exemplare sunt tipărite în mod normal, iar celebritățile cunoscute au în medie 60.000 de exemplare. Cu toate acestea, în ciuda vânzării a 120.000 de exemplare, cererea publicului nu a fost încă satisfăcută.
După ce LISA a fost prezentă la Celine Fashion Show pentru colecția de primăvară-vară 2020, la Paris, Franța, în timpul "Săptămânii modei de la Paris", Lyst a raportat că căutările globale pentru geanta Celine Triomphe au sărit de 66% pe 28 iunie 2019, după ce a publicat o imagine pe rețelele de socializare, atrăgând astfel atenția publicului.